# Jacques Guilbault
Jacques Guibault B.Sc.A (né le 29 octobre 1936) est un ingénieur et ancien homme politique fédéral du Québec.

## Biographie
Né à Montréal, Jacques Guibault est élu député pour le Parti libéral dans la circonscription de Saint-Jacques lors des élections de 1968. Réélu en 1972, 1974, 1979, 1980 et en 1984, il est défait dans la circonscription de Rosemont en 1988 par le progressiste-conservateur Benoît Tremblay.
Pendant sa carrière parlementaire, il est secrétaire parlementaire du Secrétaire d'État du Canada de 1976 à 1977 et du ministre de la Défense nationale de 1977 à 1978. En 1980, il est président du caucus libéral. Dans l'opposition, il est leader parlementaire adjoint de l'Opposition et du Parti libéral de 1984 à 1989 ainsi que porte-parole des Libéraux en matière de Travail de 1987 à 1989.